# Akàtnaia Maza
Akàtnaia Maza (en rus: Акатная Маза) és un poble de l'óblast de Saràtov, a Rússia, segons el cens del 2011 tenia 220 habitants. Pertany al districte municipal de Khvalinsk.